# Акт про скасування работоргівлі
Акт про торгівлю рабами (англ. Slave Trade Act 1807), офіційно Акт про скасування работоргівлі (англ. Act for the Abolition of the Slave Trade) — акт Парламенту Великої Британії, що забороняв работоргівлю у Британській імперії, попри те, що рабство як таке не було скасоване. Ухвалений 25 березня 1807 року.
Прихильники ухвалення акту хибно вважали, що він водночас скасує рабство. На території Англії рабство не дозволялося законами, що було підтверджено рішенням суду від 1772 року в справі Сомерсета проти Стюарта, проте у більшій частині Британської імперії рабство існувало до 1833 року, коли парламент прийняв Акт про скасування рабства.

## Передумови
Історик Мартін Мередіт пише, що в 1791—1800 роках британські кораблі здійснили близько 1340 плавань через Атлантику, перевізши 400 тисяч рабів. У 1801—807 роках було перевезено ще 266 тисяч рабів. Работоргівля залишалася найбільш прибутковим бізнесом у Британській імперії.

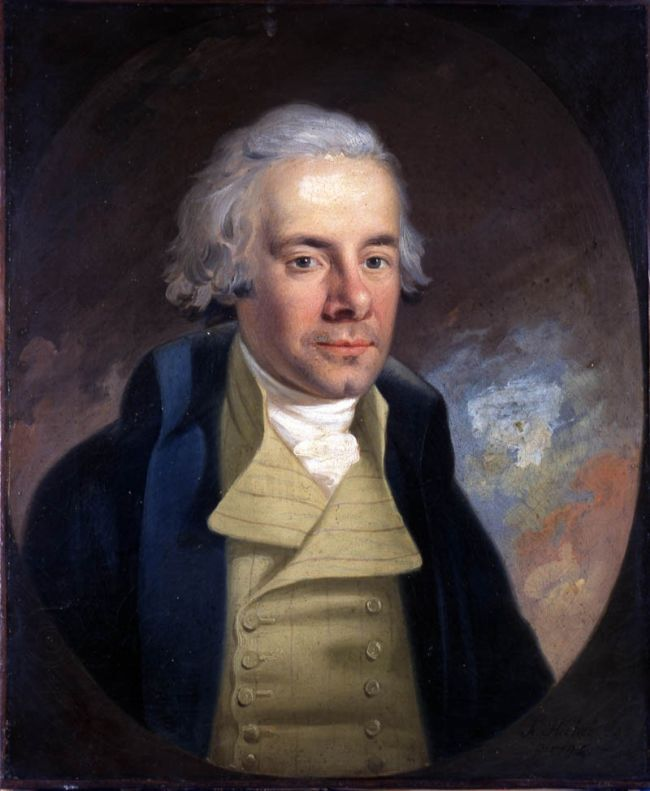
Вільям Вілберфорс

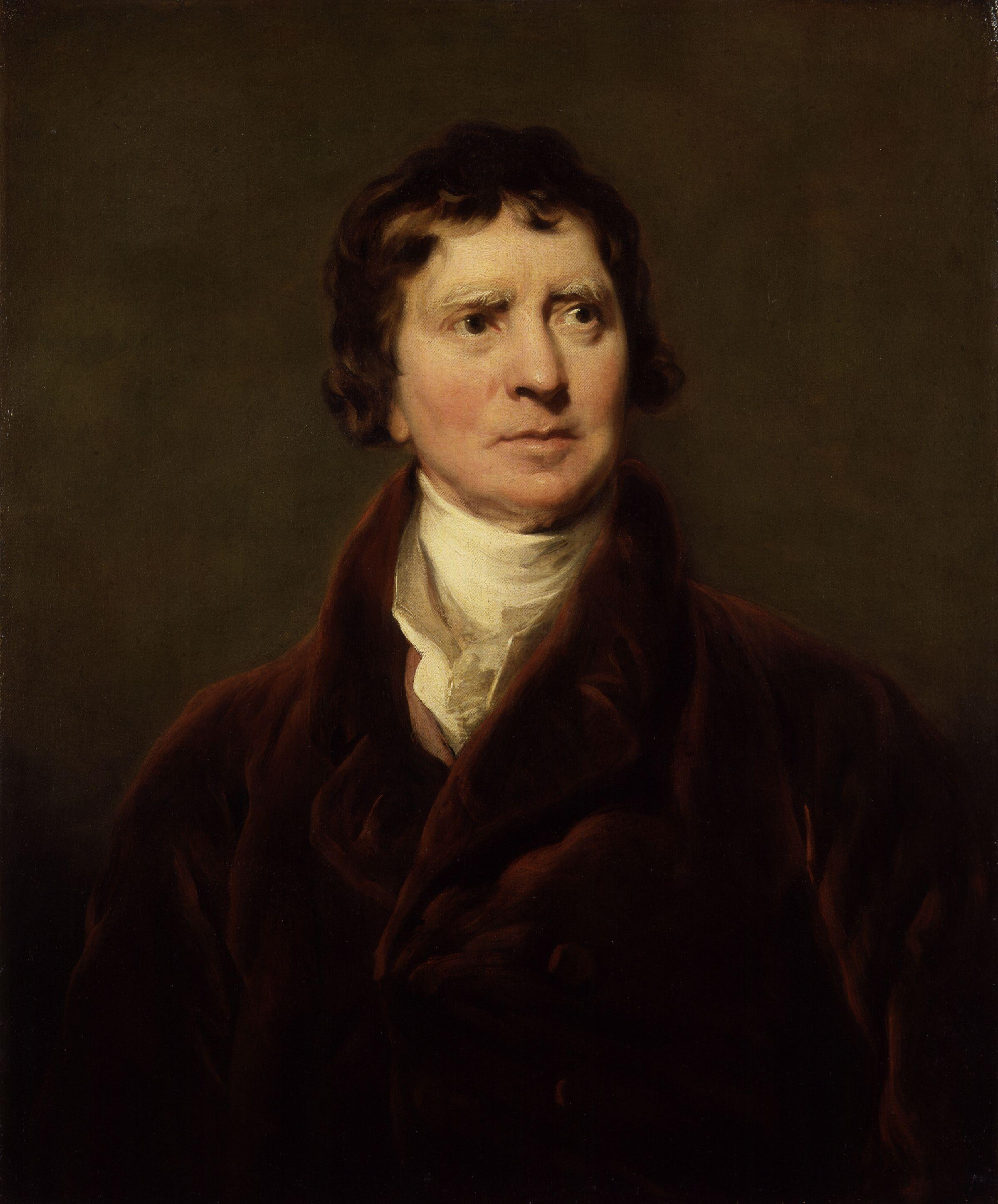
Генрі Дандас, 1-й віконт Мелвілл

1787 року група англійських євангелістів, що об'єдналася із квакерами, заснувала «Товариство боротьби за скасування работоргівлі». Квакери вважали рабство аморальним і поширювали думку, що воно є ганьбою людства. До 1807 року групи аболіціоністів мали значне представництво у парламенті. На піку свого впливу вони посідали 35-40 місць. Товариство очолив Вільям Вілберфорс — один із найвідоміших борців проти рабства у Великій Британії. Віддані своїй справі депутати-аболіціоністи мали доступ до юридичної чернетки Джеймса Стівена — шурина Вілберфорса. Британські аболіціоністи трактували свою діяльність як «божественний хрестовий похід». 28 жовтня 1787 року Вілберфорс занотував у своєму щоденнику: «Всемогутній Бог поставив переді мною дві великі цілі — заборону работоргівлі та реформування звичаїв».
2 квітня 1792 року Вілберфорс ініціював у Палаті громад обговорення з приводу того, що «торгівля, яку здійснюють британські піддані з метою отримання рабів на узбережжі Африки, повинна бути скасована». Подібну пропозицію він уніс 1791 року, проте тоді за неї проголосували 88 депутатів, а проти — 163. Шотландський політик Генрі Дандас не був присутнім на голосуванні 1791 року, але коли з'явилася пропозиція наступного року, він подав петицію від мешканців Единбурга, які підтримали скасування работоргівлі. Пізніше він підтвердив свою прихильність ідеям Вілберфорса: «Я завжди був проти работоргівлі». Однак він стверджував, що негайне скасування работоргівлі було б неефективним, оскільки в разі заборони вона не стосувалася б торговців з інших країн. Дандас заявив: «Ця торгівля має бути остаточно скасована, проте поміркованими заходами». Він уніс поправку, якою до пропозиції Вілберфорса було додано слово «поступове». За неї проголосували 192 депутати, проти — 125, тому її було прийнято. Згодом за пропозицію Вілберфорса разом із унесеною поправкою проголосували 230 депутатів, проти — 85. Дандас також наполягав на тому, що скасування работоргівлі залежить від підтримки ініціативи законодавчими органами влади у Вест-Індії та виконання законів про покращення умов рабства. Аболіціоністи вважали, що асамблеї Вест-Індії ніколи б не підтримали скасування работоргівлі і що залежність втілення ініціативи від реформування колоній затримує процес.
За три тижні після голосування Дандас подав на розгляд парламенту резолюції, в яких описував поступове скасування рабства до 1799 року. Під час розгляду резолюцій він заявив депутатам, що швидке скасування работоргівлі спонукає торговців Вест-Індії до продовження торгівлі рабами іншими, обхідними шляхами. Дандас сказав, що «якби комітет запропонував час, вони б скасували работоргівлю; але, навпаки, якщо цієї думки не дотримаються, їхні ще не народжені діти не побачать кінця рабства». Депутати проголосували за припинення работоргівлі в 1796 році після того, як пропозиції зробити це в 1794 або 1795 були відхилені. Пропозиція не була підтримана Палатою лордів; її розгляд відклали на сесію 5 червня 1792 року, проте її так і не розглянули.
Отже, законопроєкт був підтриманий Палатою громад, проте змінений поправками Вільяма Пітта молодшого, Річарда Велслі, Едварда Джеймса Еліота і залишився надовго у Палаті лордів.

## Прийняття

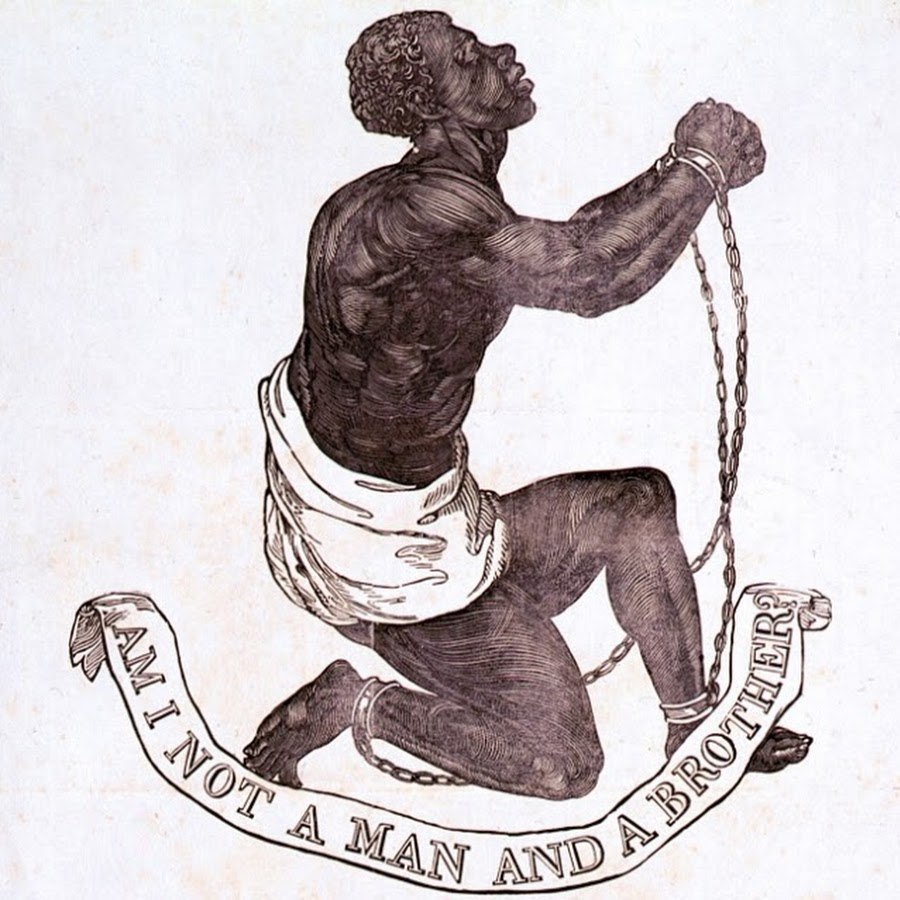
Медальйон проти рабства Джозая Веджвуд, 1795

Позиції аболіціонізму укріпилися завдяки діяльності прем'єр-міністра Вільяма Ґренвілла, чий короткочасний уряд відомий як «Уряд усіх талантів». Ґренвілл очолив боротьбу за ухвалення акту в Палаті лордів, а міністр закордонних справ Чарлз Ґрей — у Палаті громад. Підтримки скасуванню работоргівлі додало те, що внаслідок унії 1801 року до парламенту приєдналися 100 депутатів з Ірландії, більшість з яких були прихильниками скасування.
Уперше законопроєкт був поданий до парламенту в січні 1807 року. 10 лютого 1807 року він був поданий на розгляд Палати громад. 23 лютого Вілберфорс та його команда здобули перемогу: після десятигодинних дебатів Палата громад прийняла у другому читанні акт про скасування трансатлантичної работоргівлі. За проголосували 283 депутати, проти — 16. 25 березня 1807 року Акт був підписаний королем Георгом III. 1 травня 1807 року Акт набрав чинності.
27 квітня, тобто до набрання Актом чинності, дозвіл на відплив отримало судно «Kitty's Amelia». Воно відплило за три місяці, 27 липня, зробивши це цілком законно. Воно стало останнім британським судном, яке перевезло рабів у рамках трансатлантичної работоргівлі.
Скасування работоргівлі у Британській імперії було важливим моральним кроком на противагу наполеонівській Франції. Попри те, що під час Французької революції рабство у колоніях Франції було скасоване, 1802 року Наполеон Бонапарт, хоч і претендував на славу продовжувача революції, відновив його. Британія, проти якої Франція розгорнула Континентальну блокаду і яка не могла протистояти Наполеону на суші, вважала скасування работоргівлі у своїх колоніях важливим моральним кроком у протистоянні із Францією.

## Виконання
1793 року Парламент Верхньої Канади у Британській Північній Америці прийняв Акт проти рабства, який забороняв работоргівлю, звільнив рабів, які іммігрували за власним бажанням чи примусово, а також дітей, народжених від поневолених жінок після їхнього 25-річчя, але не звільнив існуючих рабів-резидентів. 1805 року Британія обмежила ввезення рабів до колоній, захоплених у Франції та Нідерландів. Після прийняття Акту 1807 року Велика Британія чинила дипломатичний тиск на інші країни, щоб ті припинили свою участь у работоргівлі.
Акт про скасування работоргівлі передбачав накладання штрафів на капітанів суден, які надалі торгують рабами: за кожного знайденого на кораблі раба стягували 100 фунтів стерлінгів. Зафіксовано випадки, коли капітани кораблів скидали з борту рабів у море, коли бачили неподалік у морі кораблі Королівського флоту. Королівський флот, що на той час був найсильнішим у світі й панував у всіх морях планети, 1808 року заснував Західноафриканську ескадру для патрулювання узбережжя Західної Африки. З 1808 по 1860 рік кораблі ескадри захопили близько 1600 суден і звільнили близько 150 тисяч африканців на борту.
Договори про скасування работоргівлі були підписані із понад 50 африканськими правителями.